# معین‌آباد (پیشوا)
معین‌آباد روستایی در دهستان پیشوا بخش مرکزی شهرستان پیشوا استان تهران ایران است.

## جمعیت
بر پایه سرشماری عمومی نفوس و مسکن در سال ۱۳۹۵ جمعیت این روستا ۵۶۱ نفر (۱۵۰خانوار) بوده‌است.